# Vallorcine
Vallorcine (deutsch Bärental) ist eine französische Gemeinde im Département Haute-Savoie in der Region Auvergne-Rhône-Alpes.

## Geographie
Vallorcine, die zweitöstlichste Gemeinde der Haute-Savoie nach Chamonix, liegt auf 1260 m, etwa auf halbem Weg zwischen Chamonix-Mont-Blanc und Martigny, rund 65 Kilometer ostsüdöstlich der Stadt Genf (Luftlinie). Das Dorf erstreckt sich im Tal der Eau Noire nördlich des Mont-Blanc-Massivs, in unmittelbarer Nähe der Staatsgrenze zur Schweiz.
Die Fläche des 44,57 km² großen Gemeindegebiets umfasst einen Abschnitt in den östlichen Savoyer Alpen. Das Gebiet nimmt den ganzen oberen Teil des stark reliefierten Einzugsbereichs der Eau Noire ein. Mehrere Quellbäche vereinigen sich am Nordfuß des Col des Montets zur Eau Noire, welche zunächst in einem offenen Tal nach Nordosten zur Rhone fließt. Das Tal wird von bewaldeten Hängen flankiert; die Waldgrenze liegt meist im Bereich von etwa 2000 m. Darüber befinden sich größere Alpweiden respektive Felshänge und Geröllhalden. Die Grenze zu den umliegenden Gemeinden verläuft fast durchgehend auf der Wasserscheide zwischen Eau Noire und Arve und wird durch hohe Berggipfel markiert. Im Westen sind dies Cheval Blanc (2831 m), Buet (mit 3099 m die höchste Erhebung von Vallorcine) und Aiguille de Bérard (2663 m), im Süden die Aiguilles du Belvédère (2965 m) und die Aiguille de Mesure (2812 m), die zum Massiv der Aiguilles Rouges gehören. Ebenfalls im Süden befindet sich der relativ niedrige Passübergang Col des Montets (1461 m), der die Verbindung nach Chamonix und zum Arvetal herstellt. Im Nordosten bildet die Barberine, der Abfluss des Stausees Lac d’Emosson, teilweise die Grenze.
Zu Vallorcine gehören neben dem eigentlichen Ortskern auch verschiedene Weiler- und Feriensiedlungen sowie Gehöfte, darunter:
- Barberine (1150 m) im Tal der Eau Noire
- Le Molard (1250 m) im Tal der Eau Noire
- La Villaz (1320 m) am linken Talhang der Eau Noire
- Le Siseray (1260 m) im Tal der Eau Noire
- Le Nant (1300 m) in einer Talweitung der Eau Noire
- Le Couteray (1350 m) am linken Talhang der Eau Noire

Nachbargemeinden von Vallorcine sind Chamonix-Mont-Blanc im Süden, Passy und Sixt-Fer-à-Cheval im Westen sowie die schweizerischen Gemeinden Finhaut im Norden und Trient im Osten.

## Geschichte
Erstmals wird Vallorcine im Jahre 1264 unter dem Namen Vallis Ursine urkundlich erwähnt. Später erschien die lange Zeit benutzte Schreibweise Vallorcines. Der Ortsname geht auf das lateinische Wort ursus (Bär) zurück und bedeutet Tal der Bären. Die Gemeinde wechselte 1864 vom Kanton Saint-Gervais-les-Bains zum  Kanton Chamonix-Mont-Blanc und wurde 2015 Teil des Kantons Le Mont-Blanc.

## Sehenswürdigkeiten
Die Kirche Mariä Himmelfahrt in Vallorcine geht ursprünglich auf das 13. Jahrhundert zurück und wurde auf Veranlassung des Priorats von Chamonix gegründet. Sie ist durch eine 1720 erstellte Mauer vor Lawinen geschützt. Am Nordfuß des Col des Montets steht eine Kapelle. Das Musée de Barberine, das in einem traditionellen Haus aus dem 18. Jahrhundert untergebracht ist, zeigt heimatkundliche Aspekte der Gegend von Vallorcine.

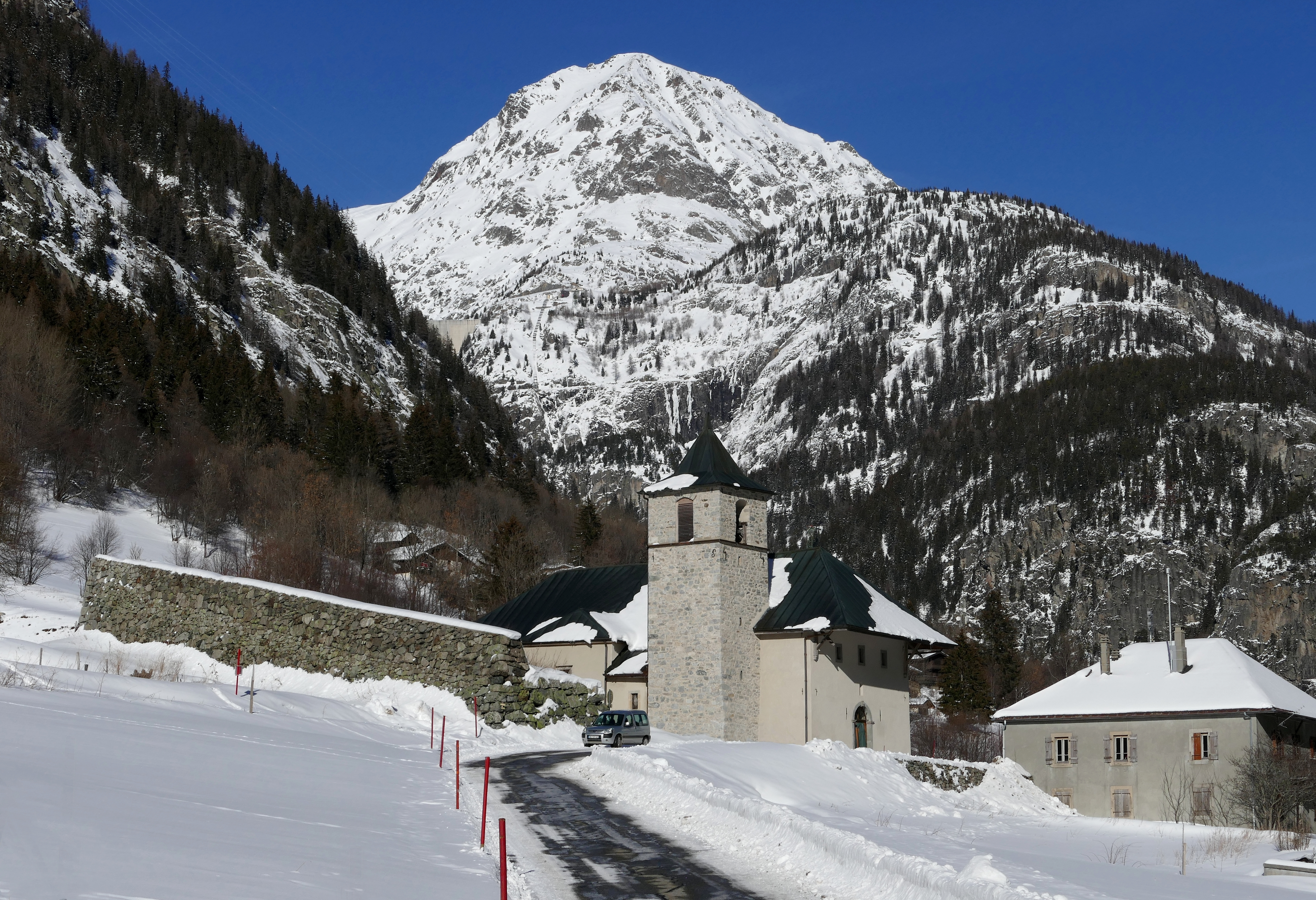
Kirche Mariä Himmelfahrt
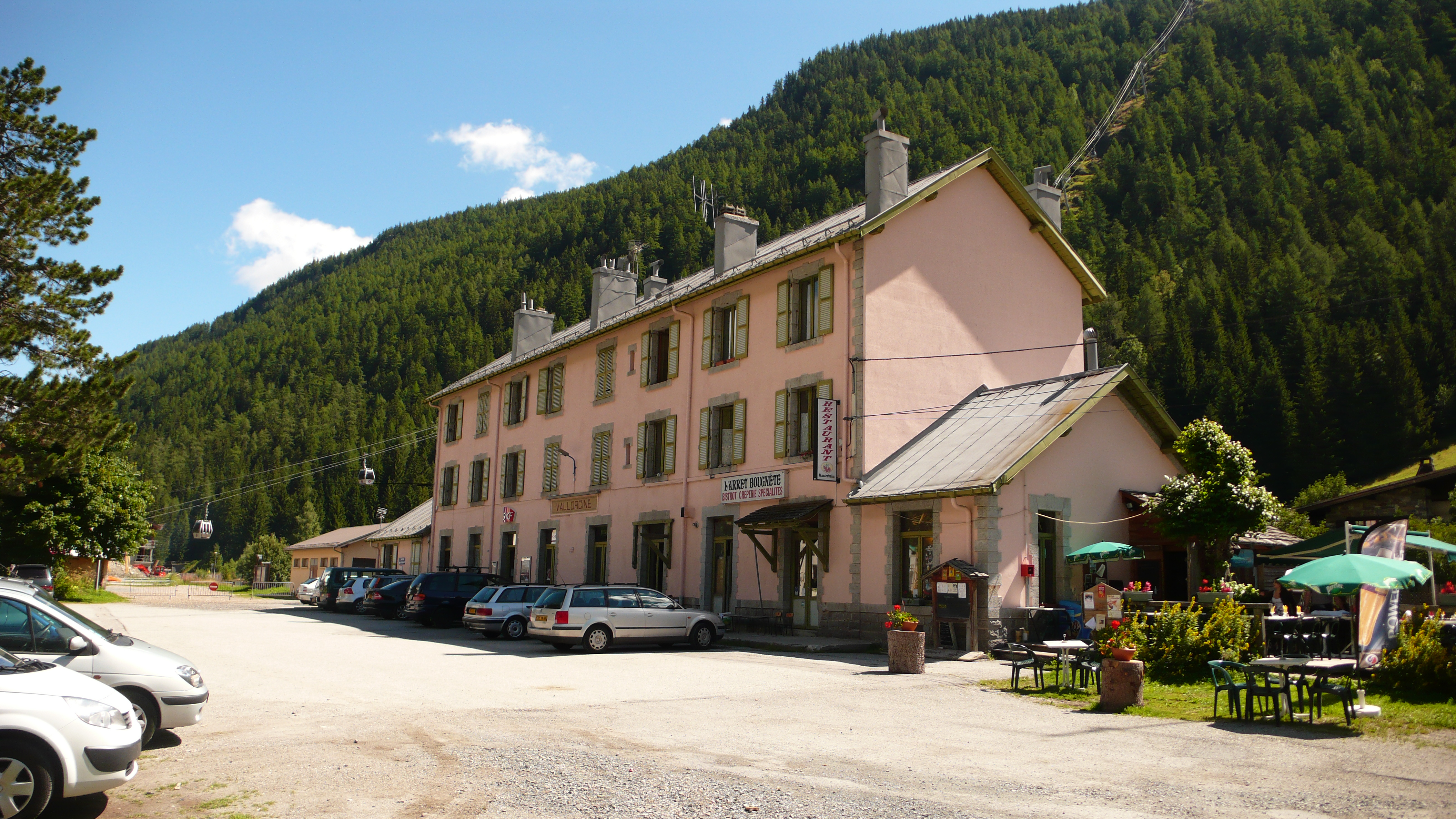
Bahnhof Vallorcine
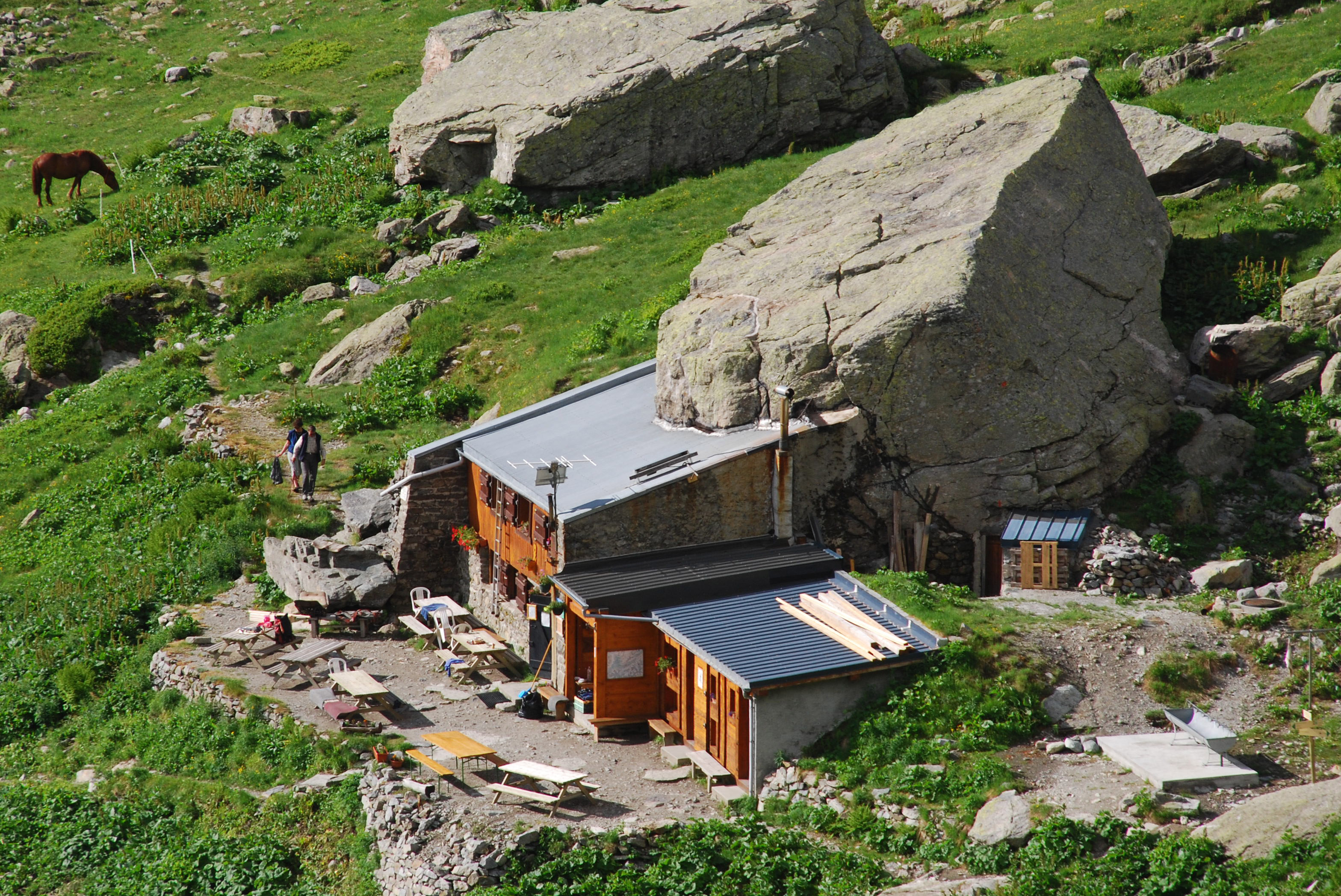
Hütte Pierre à Bérard
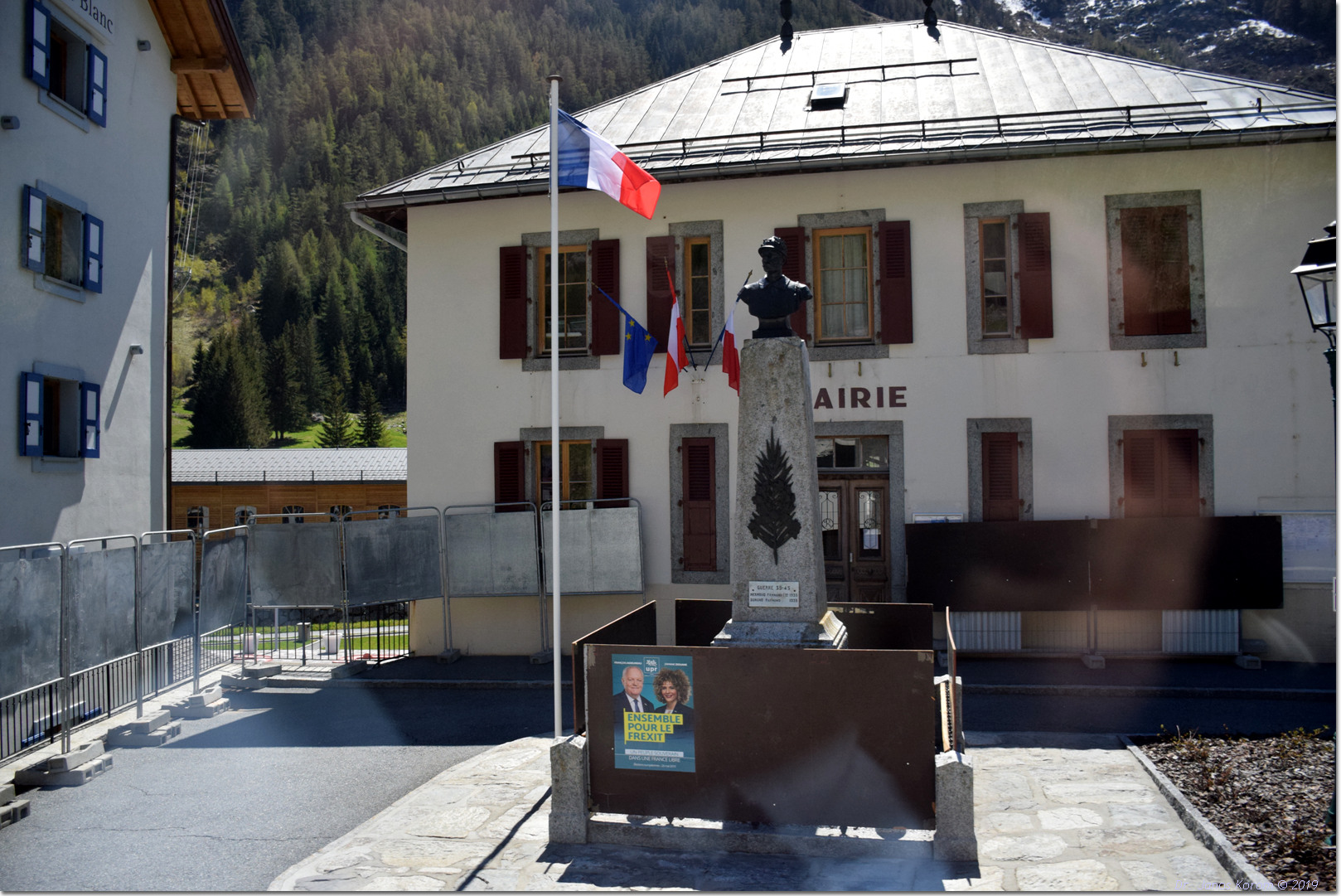
Mairie und Gefallenendenkmal

## Bevölkerung
| Jahr                       | 1962 | 1968 | 1975 | 1982 | 1990 | 1999 | 2008 | 2020 |
| Einwohner                  | 271  | 314  | 283  | 303  | 329  | 390  | 419  | 407  |
| Quellen: Cassini und INSEE |      |      |      |      |      |      |      |      |

Mit 432 Einwohnern (Stand 1. Januar 2022) gehört Vallorcine zu den kleinen Gemeinden des Départements Haute-Savoie. Im Verlauf des 19. und 20. Jahrhunderts nahm die Einwohnerzahl aufgrund starker Abwanderung kontinuierlich ab (1861 wurden in Vallorcine noch 624 Einwohner gezählt). Seit Mitte der 1980er Jahre wurde jedoch wieder eine Bevölkerungszunahme verzeichnet.

## Wirtschaft und Infrastruktur
Vallorcine war bis weit ins 20. Jahrhundert hinein ein vorwiegend durch die Landwirtschaft geprägtes Dorf. Heute gibt es verschiedene Betriebe des Kleingewerbes. In den letzten Jahrzehnten hat sich Vallorcine dank seiner Nähe zu Chamonix zu einem Ferienort entwickelt. Die Gemeinde ist sowohl auf den Sommer- als auch auf den Wintertourismus spezialisiert.
Die Ortschaft ist verkehrsmäßig recht gut erschlossen. Sie liegt an der Hauptstraße N506, die von Chamonix über den Col des Montets und den Col de la Forclaz nach Martigny führt. Vallorcine besitzt einen Bahnhof an der Bahnstrecke Saint-Gervais-Vallorcine. Vom Grenzbahnhof Le Châtelard-Frontière führt die Martigny-Châtelard-Bahn (MC) weiter bis nach Martigny.